# Bonneville-et-Saint-Avit-de-Fumadières

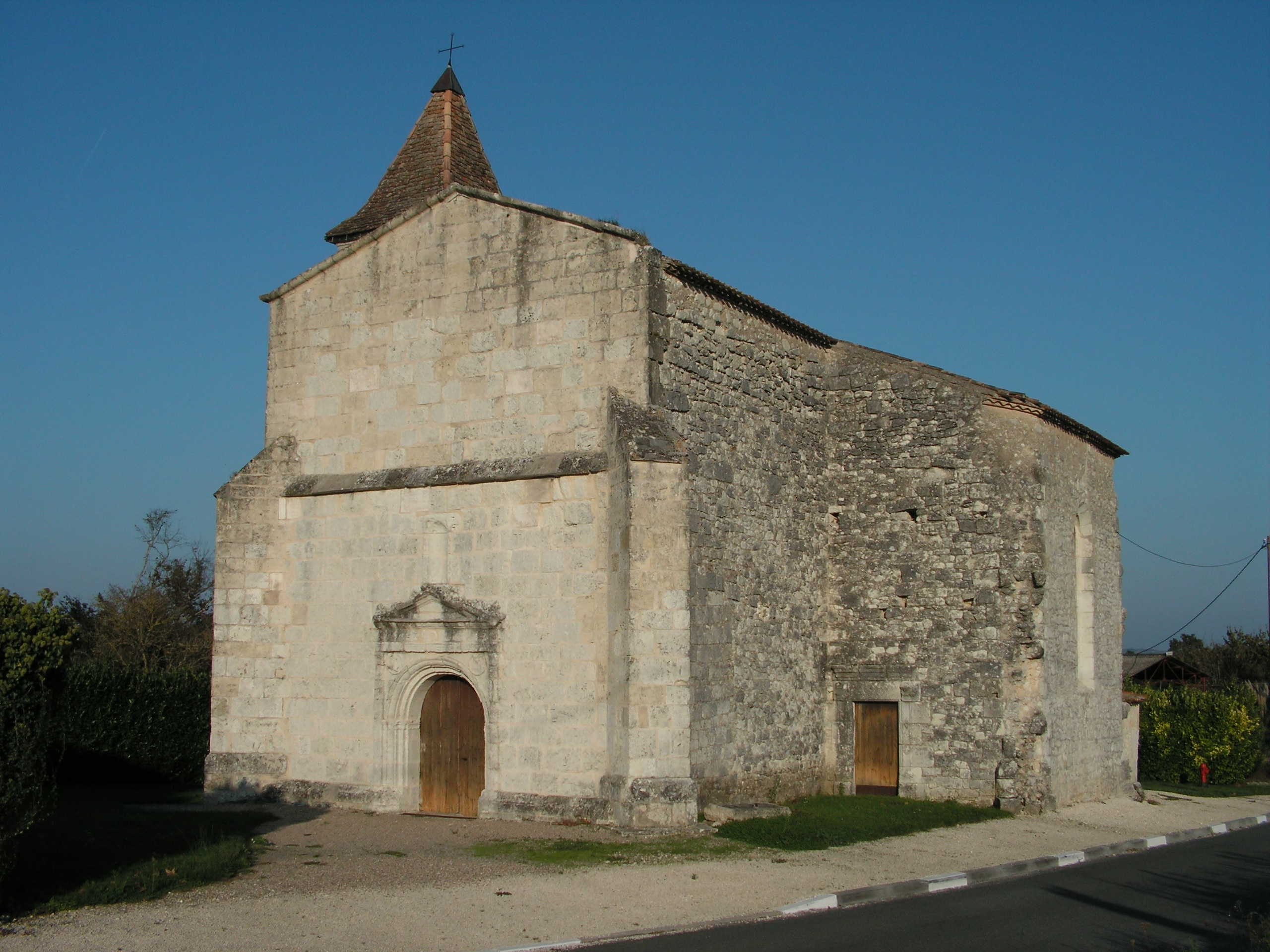
Kerk

Bonneville-et-Saint-Avit-de-Fumadières is een gemeente in het Franse departement Dordogne (regio Nouvelle-Aquitaine) en telt 214 inwoners (1999). De plaats maakt deel uit van het arrondissement Bergerac.

## Geografie
De oppervlakte van Bonneville-et-Saint-Avit-de-Fumadières bedraagt 7,0 km², de bevolkingsdichtheid is 30,6 inwoners per km².
De onderstaande kaart toont de ligging van Bonneville-et-Saint-Avit-de-Fumadières met de belangrijkste infrastructuur en aangrenzende gemeenten.

## Demografie
Onderstaande figuur toont het verloop van het inwonertal (bron: INSEE-tellingen).

1. ↑  Populations de référence 2022.